# Ian Doescher
Ian Doescher (* 1977 in Portland) ist ein US-amerikanischer Science-Fiction-Autor.

## Leben
Doescher studierte Musik an der Yale University und schloss mit einem Bachelor of Arts ab. Weiterhin hat er einen Master of Divinity von der Yale Divinity School und einen Ph.D. in Ethik vom Union Theological Seminary. Bekannt wurde er durch seine Bearbeitung und Nacherzählung der Star-Wars-Filme im Stil von Shakespeares Werken.
Doescher ist verheiratet und lebt mit seiner Frau und zwei Kindern in Portland.

## Werke

### William Shakespeares Star Wars
1. Fürwahr, eine neue Hoffnung. Panini, Stuttgart 2014, ISBN 978-3-8332-2866-7 (englisch: Star Wars: Verily, a New Hope.).
2. Das Imperium schlägt zurück. Panini, Stuttgart 2015, ISBN 978-3-8332-3017-2 (englisch: The Empire Striketh Back.).
3. Der Jedi-Ritter Rückkehr naht. Panini, Stuttgart 2016, ISBN 978-3-8332-3382-1 (englisch: The Jedi Doth Return.).
4. Original: The Phantom of Menace
5. Original: The Clone Army Attacketh
6. Original: Tragedy of the Sith's Revenge
7. Original: The Force Doth Awaken
8. Original: Jedi the Last